# Авшалумов, Хизгил Давидович
Хизгил Давидович Авшалумов (16 января 1913 — 17 сентября 2001) — советский прозаик, поэт, драматург. Писал на горско-еврейском и русском языках. Лауреат премии имени С. Стальского. Народный писатель Дагестана (1992). заслуженный работник культуры РСФСР (1975).

## Биография
Хизгил Авшалумов родился в селе Нюгди (ныне — Дербентский район, Дагестан) в семье крестьянина, по одним сведения, в 1913 году, по другим — в 1916-м. Работал корреспондентом областной горско-еврейской газете «Захметкеш» (см. «Ватан»). Позже учился в совпартшколе и учителем его был Керим из к-11
С 1938 по 1941 годы — научный сотрудник Института истории, языка и литературы Дагестанского филиала АН СССР. За этот период им собрано значительное количество произведений горских евреев фольклора разных жанров (фольклора горских евреев), которые вошли в подготовленный им первый сборник горско-еврейского фольклора (1940), с обстоятельным предисловием к нему, а также — русско-(горско-еврейский) терминологический словарь (1940).
В 1939 году опубликовал в первом татском литературном альманахе свою первую повесть «Влюбленные». В 1940 году вышла повесть «Бастуни джовонхо» («Победа молодых»). Авшалумов занимался также переводческой деятельностью. В 1940 году в его переводе Дагестанское книжное издательство выпустило избранные произведения Низами Гянджеви. В этом же году он вступил в СП СССР.
Участник Великой Отечественной войны. Воевал на Северо-кавказском и Белорусском фронтах, был заместителем командира кавалерийского сабельного эскадрона казачьего полка, дважды ранен, контужен. День Победы встретил в Берлине. Демобилизовавшись, работал корреспондентом республиканской газеты «Дагестанская правда», позже консультантом и секретарём правления Союза писателей Дагестана.
В 1953 году окончил исторический факультет Дагестанского педагогического института в Махачкале. В 1960—1991 годах работал редактором журнала «Ватан советиму» («Наша Советская Родина»), где публиковал рассказы о жизни горских евреев: «Анжал занхо» («Смерть женам»), «Шюваран ди хову» («Двоеженец»).
В большинстве своих рассказов и новелл (о Шими Дербенди) Х. Авшалумов выступает как сатирик и юморист. Шими Дербенди воплощает образ типичного представителя горско-еврейского народа. На протяжении многих лет новеллы о хитроумном Шими Дербенди печатались на страницах республиканских газет. Некоторые из них были опубликованы в журнале «Советская литература», а также изданы за рубежом на немецком, английском, французском и испанском языках. Большой цикл новелл был опубликован в журнале «Наш современник» (1969, № 7).
В повестях «Возмездие», «Фамильная арка», «Сказание о любви» писатель отразил обычаи, традиции и быт своего народа на фоне драматических событий дореволюционного и советского периода.
Выпустил нескольких поэтических сборников, в том числе для детей. В сборник «Гюльбоор» вошли стихи и одноимённая поэма о судьбе женщины — горской еврейки, Герое Социалистического Труда Гюльбоор Давыдовой.
Его перу принадлежат четыре полноактные пьесы, в том числе первая татская музыкальная комедия «Кишди хьомоли» («Кушак бездетности») и историческая драма «Толмач имама Шамиля» (последняя ставилась на сценах государственных кумыкского (1966) и лезгинского (1987) театров, а также пьесы «Шими Дербенди» и «Любовь в опасности». Многократно его пьесы также ставилась на сценах горско-еврейского театра.
Дочь писателя, Людмила Авшалумова, работала в Дагестанском государственном университете, после 1994 года была членом Госсовета Дагестана трёх созывов. После распада Советского Союза в 1991 году отец и дочь присоединились к прокоммунистической оппозиции в России.
Хизгил Авшалумов умер 17 сентября 2001, похоронен на иудейском кладбище в Махачкале. Его именем названа улица в городе Дербенте, в его родном селении Нюгди школа носит его имя, есть там и его музей.

## Награды
- Орден Отечественной войны I степени
- Орден Дружбы (1995)[4]
- Орден «Знак Почёта» (04.05.1960) и медалями.
- Заслуженный работник культуры РСФСР (1975)[5].
- Народный писатель Дагестана (1992).
- Заслуженный работник культуры Дагестанской АССР (1968).
- Премия имени Стальского.

## Память
Именем Авшалумова названа одна из улиц города Дербент (бывшая улица Кирова, название перенесено с улицы Авшалумова располагавшейся в микрорайоне Аваин-4), на доме 53 в котором жил поэт установлена мемориальная доска, надпись на мемориальной табличке: «Улица названа именем советского прозаика, поэта, драматурга, народного писателя Дагестана лауреата премии им. С. Стальского, заслуженного работника культуры России и Дагестана, участника Великой Отечественной войны Авшалумова Хизгила Давидовича 1913—2001».
В 2002 году имя поэта было присвоено Нюгдинской средней образовательной школе.